# Alan Charlton (Künstler)
Alan Charlton (* 1948 in Sheffield, England) ist ein britischer Maler. Er gilt als einer der wichtigsten Konzeptkünstler Englands.

## Leben und Wirken
Alan Charlton besuchte von 1965 bis 1966 die Sheffield School of Art, danach bis 1969 die Camberwell School of Arts der University of the Arts London und anschließend bis 1972 die Royal Academy Schools der Royal Academy of Arts.
Seit 1970 malt er ausschließlich monochrome graue Bilder, wobei das Rechteck der Ausgangspunkt seiner Arbeiten ist.
Alan Charlton ist mit der Künstlerin Lesley Foxcroft verheiratet und lebt und arbeitet in Hatfield bei London.

## Ausstellungen
Arbeiten von Alan Charlton waren in etwa 60 Einzelausstellungen und über 120 Gruppenausstellungen zu sehen, unter anderem:
Einzelausstellungen
- 1996: Galerie Tschudi, Glarus, Schweiz
- 1996: Annely Juda Fine Art, London
- 1996: Modulo, Lissabon
- 1996: Cairn Gallery, Nailsworth, England
- 1996: „Cross paintings“, A arte Studio Invernizzi, Mailand
- 1997: Kunstverein in Hamburg
- 1997: Palazzo Municipale, Vignate, Italien (mit Lesley Foxcroft)
- 1998: Konrad Fischer Galerie, Düsseldorf
- 1998: Henry Moore Institute, Leeds
- 1999: Stark Gallery, New York
- 1999: „Equal Paintings“, A arte Studio Invernizzi, Mailand
- 1999: Galerie Dörrie * Priess, Hamburg
- 1999: Espace d’Art Contemporain, Demigny, Frankreich
- 1999: Hohenthal und Bergen, Berlin
- 1999: Alfonso Artiaco, Pozzuoli, Italien
- 1999: Galerie Tschudi, Glarus, Schweiz
- 2000: Liliane und Michel Durand-Dessert, Paris (mit David Tremlett)
- 2001: Centre d’Art, Neuchâtel, Schweiz (mit Niele Toroni, Carl Andre)
- 2002: Inverleith House, Royal Botanic Garden Edinburgh
- 2002: House of Art, České Budějovice, Tschechien
- 2002: Agire la Purezza, A arte Studio Invernizzi, Mailand
- 2002: Alan Charlton chez Patrick des Gachons, Chateau de Fraissé, Fraissé-des-Corbières, Frankreich
- 2002: Grey Division, Ewald-Mataré-Sammlung in Museum Kurhaus Kleve
- 2003: Miguel Marcos, Barcelona
- 2004: Galerie Tschudi, Zuoz, Schweiz
- 2004: Lieu d’Art Contemporain, Corbieres Maritimes, Aude (mit Lesley Foxcroft)
- 2004: Galerii Foksal, Warschau
- 2004: Galerie Markus Richter, Berlin (mit David Tremlett)[6]
- 2004: Miguel Marcos, Saragossa
- 2004: Alfonso Artiaco, Neapel
- 2005: A arte Studio Invernizzi, Mailand (mit David Tremlett)
- 2006: „Outline Paintings“, Künstlerhaus Bregenz, Österreich
- 2006: Annandale Galleries, Sydney
- 2006: „Outline Paintings“, Galerie Dörrie * Priess, Berlin
- 2007:  Galerie Tschudi, Zuoz (mit Balthasar Burkhard, Bethan Huws, Petra Wunderlich)
- 2008/2009: Museum Kurhaus Kleve
- 2009: Galerie Tschudi, Zuoz (mit Carl Andre, Balthasar Burkhard, Richard Long)
- 2010: Studio d’Arte Contemporanea Pino Casagrande, Rom
- 2010: „Grid Paintings“, Miguel Marcos, Barcelona
- 2011: Galerie Tschudi Zuoz, Zuoz, Schweiz
- 2011: „Grid Paintings“, Konrad Fischer Galerie, Düsseldorf
- 2011: Galerie Slewe, Amsterdam
- 2011: A arte Invernizzi, Mailand (mit Ulrich Rückriem, Niele Toroni)
- 2012: „Triangle Paintings“, Patrick de Brock Gallery, Knokke-Heist, Belgien und Konrad Fischer Galerie, Berlin
- 2013: „Diagonal paintings“, Galerie Jean Brolly, Paris
- 2014: „Triangle Paintings“, A arte Invernizzi, Mailand
- 2014: Annely Juda Fine Art, London

Gruppenausstellungen
- 1982: documenta 7, Kassel
- 1996: „Monochrome Geometrie“, Sammlung Goetz, München
- 1996: „Squares of Lines“, Art & Public, Genf
- 1997: Carré d’Art Musée d’art contemporain, Nîmes, Frankreich
- 1997: Museum Moderner Kunst Otterndorf, Landkreis Cuxhaven
- 1997: „Hommages“, Artgo, Brüssel
- 1999: „Blickwechsel“, Museum für Neue Kunst, Karlsruhe
- 1999: A arte Studio Invernizzi @ Art Cologne, Köln
- 2000: Galerij S65, Aalst, Belgien
- 2001: Stedelijk Museum, Amsterdam
- 2001: „Paintings Abstract“, Konrad Fischer Galerie, Düsseldorf
- 2001: „Geometrisk“, Konstruktiv Tendens, Stockholm
- 2001: „Works on Paper from Acconci to Zittel“, Victoria Miro Gallery, London
- 2001: „UK in the Seventies“, Durand-Dessert, Paris
- 2002: „Blast to Freeze, British Art in the 20th Century“, Kunstmuseum Wolfsburg
- 2002: The Royal Academy Summer Show, London
- 2002: „Colour – A Life of its Own“, Kunsthalle Budapest
- 2004: „L’art au futur Anterieur“, Musée de Grenoble
- 2004: „Beyond Geometry“, Los Angeles County Museum of Art
- 2005: „Art Unlimited“, Art Basel